# Beica de Jos
Beica de Jos (veraltet Beica Ungurească; deutsch Ungarisch Birk, ungarisch Alsóbölkény) ist eine Gemeinde im Kreis Mureș in der Region Siebenbürgen in Rumänien.
Der Ort Beica de Jos ist auch unter den ungarischen Bezeichnungen Magyarbölkény und Bölkény und der deutschen Bezeichnung Ungarisch-Belken bekannt.

## Geographische Lage

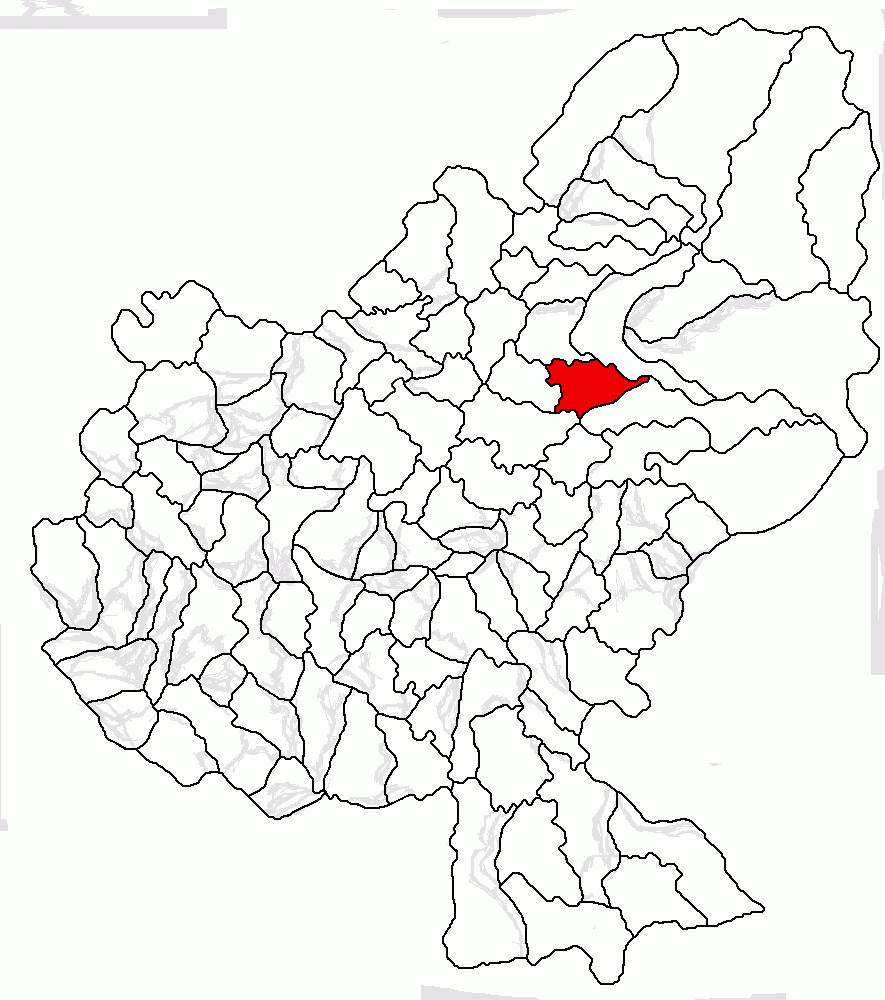
Lage der Gemeinde Beica de Jos im Kreis Mureș

Die Gemeinde Beica de Jos liegt nördlich des Kokel-Hochlands (Podișul Târnavelor) im Siebenbürgischen Becken. Am Beica – ein linker Nebenfluss des Mureș (Mieresch) – und der Kreisstraße (Drum județean) DJ 153, befindet sich der Ort Beica de Jos neun Kilometer südöstlich von der Stadt Reghin (Sächsisch-Regen) und etwa 35 Kilometer nordöstlich von der Kreishauptstadt Târgu Mureș (Neumarkt am Mieresch) entfernt. Die eingemeindeten Dörfer befinden sich zwei bis sieben Kilometer vom Gemeindezentrum entfernt.

## Geschichte
Der Ort Beica de Jos wurde erstmals 1453 urkundlich erwähnt.
Im Königreich Ungarn gehörte die heutige Gemeinde dem Stuhlbezirk Régen alsó (Unter-Regen) im Komitat Maros-Torda, anschließend dem historischen Kreis Mureș und ab 1950 dem heutigen Kreis Mureș an.

## Bevölkerung
Die Bevölkerung der Gemeinde Beica de Jos entwickelte sich wie folgt:
| 1850 | 2.432 | 1.798 | 555 | - | 79             |
| 1930 | 3.594 | 2.671 | 694 | 2 | 227            |
| 1956 | 3.750 | 3.085 | 653 | 1 | 11             |
| 2002 | 2.243 | 1.422 | 270 | - | 551            |
| 2011 | 2.305 | 1.292 | 265 | - | 748 (Roma 690) |
| 2021 | 2.459 | 1.594 | 212 | - | 653 (Roma 562) |

Seit 1850 wurde auf dem Gebiet der heutigen Gemeinde die höchste Einwohnerzahl (3.959) und die der Magyaren (811) 1941 registriert. Die höchste Einwohnerzahl der Rumänen wurde 1956, die der Roma 2011 und die der Rumäniendeutschen (9) 1910 ermittelt.

## Sehenswürdigkeiten
- Im Gemeindezentrum die Holzkirche Sfântul Mihai, 1810 errichtet, steht unter Denkmalschutz.[6]
- Im eingemeindeten Dorf Nadășa (ungarisch Görgénynádas), die Holzkirche Sfântul Nicolae[7] 1717 und deren Eingangstor 1863 errichtet, steht unter Denkmalschutz.[6]

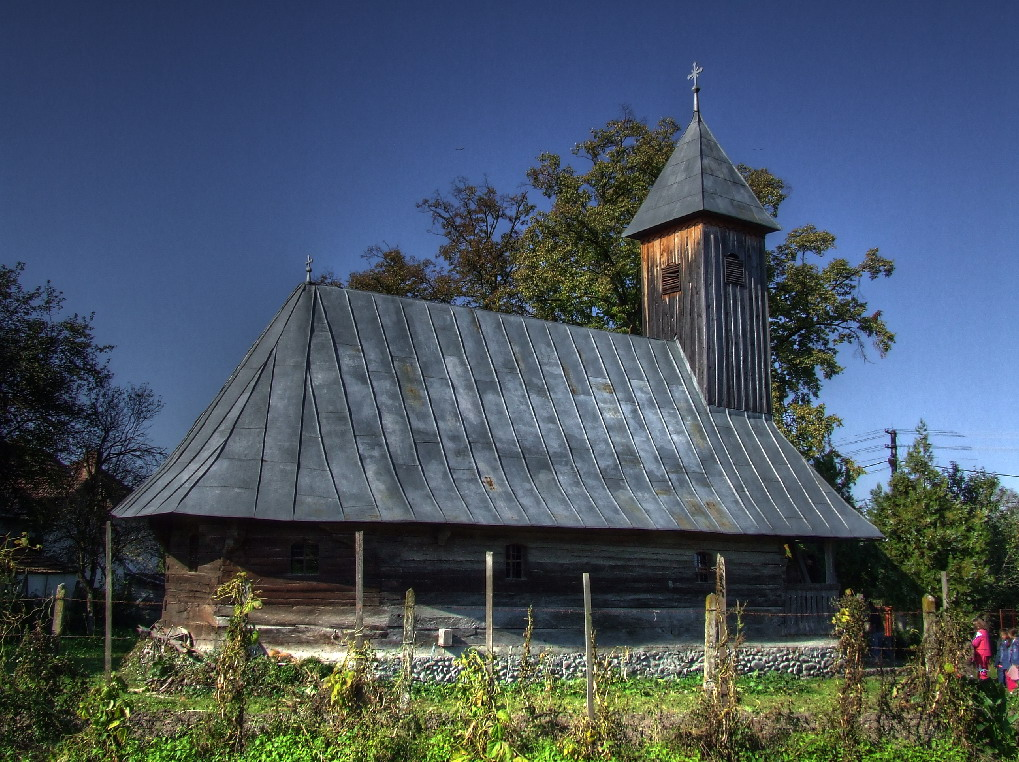
Holzkirche in Beica de Jos
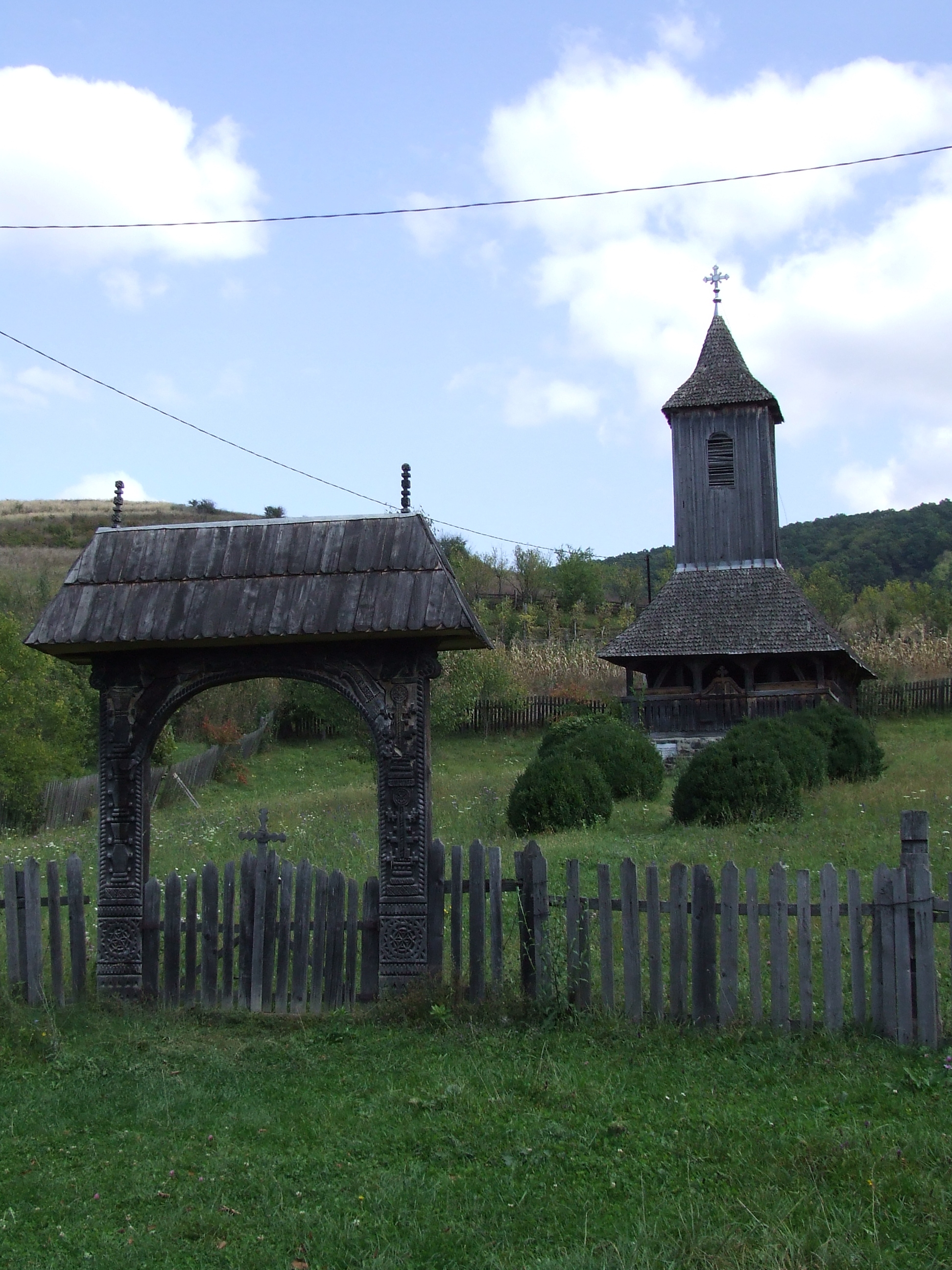
Holzkirche in Nadășa